# MTV Video Music Award a legjobb férfi videóért
Az MTV Video Music Award a legjobb férfi videóért díj egyike annak a négy díjnak, melyet az első MTV Video Music Awards óta kiosztanak. 2007-ben a díj nevét Male Artist of the Year-re (Az év férfi előadója) rövidítették. Ez nem egy konkrét videót díjazott, hanem a művész egész évi munkásságát. 2008-ban a díj visszatért eredeti nevéhez. A maga három győzelmével Eminem a legtöbbször díjazott előadó. Ő tartja egyben a legtöbb jelölés rekordját is (7). A kategória kétszeres díjazottai Tom Perry, Beck, Will Smith és Justin Timberlake.
| Év   | Győztes                                                              | További jelöltek |
| ---- | -------------------------------------------------------------------- | --- |
| 1984 | David Bowie — China Girl                                             | - Lionel Richie — All Night Long (All Night) |
| 1985 | Bruce Springsteen — I'm on Fire                                      | - David Lee Roth — Just a Gigolo/I Ain't Got Nobody |
| 1986 | Robert Palmer — Addicted to Love                                     | - Sting — If You Love Somebody Set Them Free |
| 1987 | Peter Gabriel — Sledgehammer                                         | - Steve Winwood — Higher Love |
| 1988 | Prince (közreműködik Sheena Easton) — U Got the Look                 | - Steve Winwood — Back in the High Life Again |
| 1989 | Elvis Costello — Veronica                                            | - Steve Winwood — Roll with It |
| 1990 | Don Henley — The End of the Innocence                                | - Michael Penn — No Myth |
| 1991 | Chris Isaak — Wicked Game                                            | - George Michael — Freedom! '90 |
| 1992 | Eric Clapton — Tears in Heaven                                       | - Weird Al Yankovic — Smells Like Nirvana |
| 1993 | Lenny Kravitz — Are You Gonna Go My Way                              | - Sting — If I Ever Lose My Faith in You |
| 1994 | Tom Petty and the Heartbreakers — Mary Jane's Last Dance             | - Bruce Springsteen — Streets of Philadelphia |
| 1995 | Tom Petty — You Don't Know How It Feels                              | - Lucas — Lucas with the Lid Off |
| 1996 | Beck — Where It's At                                                 | - Seal — Don't Cry |
| 1997 | Beck — Devils Haircut                                                | - Will Smith — Men in Black |
| 1998 | Will Smith — Just the Two of Us                                      | - Brian McKnight — Anytime |
| 1999 | Will Smith — Miami                                                   | - Ricky Martin — Livin' la Vida Loca |
| 2000 | Eminem — The Real Slim Shady                                         | - Moby — Natural Blues |
| 2001 | Moby (közreműködik Gwen Stefani) — South Side                        | - Robbie Williams — Rock DJ |
| 2002 | Eminem — Without Me                                                  | - Usher — U Got It Bad |
| 2003 | Justin Timberlake — Cry Me a River                                   | - John Mayer — Your Body Is a Wonderland |
| 2004 | Usher (közreműködik Lil Jon és Ludacris) — Yeah!                     | - Kanye West (közreműködik Syleena Johnson) — All Falls Down |
| 2005 | Kanye West — Jesus Walks                                             | - Usher — Caught Up |
| 2006 | James Blunt — You're Beautiful                                       | - Kanye West (közreműködik Jamie Foxx) — Gold Digger |
| 2007 | Justin Timberlake                                                    | - Kanye West |
| 2008 | Chris Brown — With You                                               | - Usher (közreműködik Young Jeezy) — Love in This Club |
| 2009 | T.I. (közreműködik Rihanna) — Live Your Life                         | - Kanye West — Love Lockdown |
| 2010 | Eminem — Not Afraid                                                  | - Usher (közreműködik will.i.am) — OMG |
| 2011 | Justin Bieber — U Smile                                              | - Kanye West (közreműködik Rihanna és Kid Cudi) — All of the Lights                                                                                              |
| 2012 | Chris Brown — Turn Up the Music                                      | - Usher — Climax |
| 2013 | Bruno Mars — Locked Out of Heaven                                    | - Justin Timberlake — Mirrors |
| 2014 | Ed Sheeran (közreműködik Pharell — Sing                              | - Pharell — Happy |
| 2015 | Mark Ronson (közreműködik Bruno Mars) — Uptown Funk                  | - Nick Jonas — Chains - Kendrick Lamar — Alright - Mark Ronson (közreműködik (Bruno Mars) — Uptown Funk - Ed Sheeran— Thinking Out Loud - The Weeknd — Earned It |
| 2016 | Calvin Harris (Rihanna közreműködésével) — This Is What You Came For | - Drake — Hotline Bling - Bryson Tiller — Don't - The Weeknd — Can't Feel My Face - Kanye West — Famous                                                          |

## Rekordok
- Legtöbb győzelem

1. Eminem: 3 győzelem
2. Justin Timberlake, Will Smith, Beck, Tom Petty, Beck, Chris Brown (énekes): 2 győzelem

- Legtöbbször jelölt előadók (2015-ig)

| Helyezés       | 1.     | 2.         | 3.    | 4.                | 5.                          |
| -------------- | ------ | ---------- | ----- | ----------------- | --------------------------- |
| Előadó         | Eminem | Kanye West | Usher | Bruce Springsteen | Beck T.I. Justin Timberlake |
| Összes jelölés | 9      | 7          | 6     | 5                 | 4                           |